# Ernst Mensen
Ernst Mensen døbt Mons Monsen Oyri (1795 – 1843) var født i Norge.
Professionel ultraløber og kurér.
Han studerede som ung ved den Kongelige Danske Navigationsskole, hvor han tilegnede sig kendskab til navigation, som senere skulle vise sig at have stor værdi på hans lange løberejser.
I sine tidligere tidligere år var han sømand og eventyrer, med rejser til Amerika, Afrika, Asien og Australien. 
Mons Monsen Oyri ankom til London hvor han skiftede til det professionelle navn Ernst Mensen og blev hvad man på det tidspunkt kaldte "a pedestrian" (fodsportsmand) – en karriere, som kom til at vare 25 år.

## Starten
Hans første bemærkelsesværdige løb blev foretaget i 1819, hvor han løb fra London til Portsmouth, en distance på 73 miles (117 km), på 9 timer (13 km pr. time).
Kort tid senere løb han fra London til Liverpool, 149 miles (ca. 240 km), på 32 timer (7,5 km pr. time).
Løbet fra London til Liverpool var ikke særlig bemærkelsesværdigt, men London til Portsmouth-løbet var fremragende for en langdistance-løber på dette tidspunkt.

## Kontinentet
Ernst Mensen vandrede rundt i Europa, løb konkurrencer og udførte bedrifter i over 70 forskellige byer. Han blev en kløgtig selv-promotor og benyttede sig sommetider af tricks, spillede syg eller simulerede skader samt tabte mindre vigtige væddemål for at forbedre sine odds før sin næste konkurrence.
I 1832 tog han til Paris for at forberede et dristigt løb til Moskva. 
I henhold til de væddemål han indgik, skulle han modtage 3.800 francs hvis han tilbagelagde distancen på 15 dage. Han startede fra Place Vendôme i Paris den 11. juni kl. 0400.
Trods det, at han skulle løbe på dårlige veje i al slags vejr og skulle svømme over 13 brede floder, ankom han til Kreml i Moskva den 25. juni kl. 1000.
Hvor langt han virkelig løb på de 13 dage og 8 timer er usikkert. Forskellige beretninger vurderer distancen til at være mellem 1.500 til 2.100 miles (2.414 til 3.379 km). 
Hvis den korteste distance (fugleflugt) lægges til grund for løbeturen fra Paris til Moskva, tilbagelagde Ernst Mensen formidable 110 miles (178 km) pr. dag.
Hans andet store løb begyndte den 6. juni 1836, hvor han startede fra München kl. 1300, med meddelelser fra kongen af Bayern til sønnen Otto, konge af Grækenland.
Løbet var "kun" 1.100 miles (1.770 km) langt, men området Ernst skulle løbe igennem, var meget vanskeligere end mellem Paris og Moskva.
På turen blev der skudt efter ham, hans penge, kort samt kompas blev stjålet og senere blev han arresteret som spion og sat i fængsel i to dage.
Han var stadigvæk i stand til at fuldføre sit løb på lidt over 24 dage, syv dage hurtigere end det ville have taget med regulær post.

## Det længste løb
Den 28. juli 1836 foretog Ernst Mensen sit længste løb, denne gang fra Istanbul (tidligere Konstantinopel) til Kolkata (tidligere Calcutta) og retur.
Han krydsede de vilde bjerge i Mellemøsten, Syriens ørkener, Persiens sletter, bjerge og kløfter i Afghanistan og Himalaya (hvor han sommetider måtte bruge snesko).
Han ankom til Kolkata efter 30 dage – en tredjedel af den tid, som den hurtigste karavane ville have brugt om samme tur.
Efter fire dages hvil løb han tilbage til Istanbul (Konstantinopel), hvortil han ankom den 23. september.
I alt, trods det at han blev beskudt, udsat for røveri og bidt af slanger, tilbagelagde han turen, der var 5.000 miles (8.045 km) lang, på 59 dage, hvilket gav et gennemsnit på 87 miles (140 km) pr. dag.
Under løbet måtte han krydse ørkener og ubeboede saltsumpe som strakte sig hundredvis af km. Nogle af de lande han krydsede var i permanent krig og myldrende fuldt af røvere.
"Vidner til mine løb betragtede mig som excentrisk, et fjols eller besat af djævelen", skrev han i sin dagbog.
Ernst Mensen var kort og firskåren og levede meget spartansk. Han foretrak at spise kolde måltider og sove i det fri, på jorden.
Hvis man sov i en seng, mente han at kroppen blev frataget sin elasticitet og styrke. 
Når han sov indendørs, foretrak han en træbænk. Han var i stand til at klare sig med meget lidt søvn – en stor fordel for en ultraløber.
Han sov sjældent mere end 3–4 timer i døgnet og når han løb, var det en kendsgerning at han kun sov 10–15 min., to gange i døgnet – stående medens han lænede sig op ad et træ, med et stykke stof over øjnene.

## Spisevaner
Ernst Mensen valgte altid den mest direkte rute på sine løbeture. 
Han undgik stæder og byer hvor nysgerrige menneskemængder kunne sinke ham, medens forhindringer som floder og bjerge ikke generede ham. 
Han gik sjældent, men foretrak at løbe med lange seje skridt. Som proviant medbragte han kiks og hindbærsyltetøj. 
Hans favorit-drik var vin som han drak fra flasken, hvilket han sommetider også gjorde under løb. Store mængder vin sinkede ham tilsyneladende ikke.
Ernst skrev i sin dagbog "Jeg valgte et kald, som de fleste mennesker fandt fremmed og ufrugtbart, men det bragte mig megen ære, mange penge og i tillæg den rige høst af fornøjelsen ved at rejse. Jeg må dog indrømme at der var nogle sorger og lidelser".

## Den største udfordring
I 1842, 30 år før Stanley og Livingstone, lagde han planer for hans største bedrift – et løb til Nilens udspring.
Nogle beretninger fortæller at han planlagde og løbe Afrika på langs, fra Kairo til Cape Town. 
Grev Hermann von Pückler-Muskau, som havde rejst massivt i Egypten og gjort adskillige mislykkede forsøg på at trænge frem ad Nilen til dens udspring, tilbød at sponsorere løbet og belønne Ernst Mensen med en stor sum penge, hvis han havde succes med sit foretagende.
Den 11. maj 1842, startede Ernst Mensen fra Muskau i Polen. Han passerede Istanbul (dengang Konstantinopel) og nåede Jerusalem på 30 dage, og løb derefter de 500 km til Kairo. 
Efter nogle måneder i Kairo, satte han kurs mod syd, langs Nilen. I landsbyen Syang i Aswan ørkenen, stoppede han om morgenen den 22. januar, for at hvile sig. 
Her døde han, tilsyneladende af dysenteri. En gruppe turister fandt ham, hvor han lænede sig op ad et palmetræ med et lommetørklæde over sine øjne. 
Der er rejst en sten i ørkenen over Ernst Mensens grav med følgende gravskrift hugget ind (oversættelse):
"Hurtig som et dyr, rastløs som en svale. Jorden, hans kampplads, man så aldrig hans lige".